# Jugoslavija na Svetovnem prvenstvu v hokeju na ledu 1986
Jugoslavija je na Svetovnem prvenstvu v hokeju na ledu 1986 B, ki je potekalo med 20. in 29. marcem 1986 na Nizozemskem, s tremi zmagami in štirimi porazi osvojila sedmo mesto in izpadla iz skupine B svetovnega hokeja.

## Postava
- Vratarji: ?
- Branilci: ?
- Napadalci: Mustafa Bešić, ?

## Tekme
| 20. marec 1986 | Nizozemska | 6–3 | Jugoslavija | Eindhoven |

| Poročilo tekme | Poročilo tekme | Poročilo tekme | Poročilo tekme | Poročilo tekme |
| -------------- | -------------- | -------------- | -------------- | -------------- |
|                |                | (1:1,0:0,5:2)  |                |                |

| 22. marec 1986 | Vzhodna Nemčija | 4–2 | Jugoslavija | Eindhoven |

| Poročilo tekme | Poročilo tekme | Poročilo tekme | Poročilo tekme | Poročilo tekme |
| -------------- | -------------- | -------------- | -------------- | -------------- |
|                |                | (0:0,2:1,2:1)  |                |                |

| 23. marec 1986 | Avstrija | 5–2 | Jugoslavija | Eindhoven |

| Poročilo tekme | Poročilo tekme | Poročilo tekme | Poročilo tekme | Poročilo tekme |
| -------------- | -------------- | -------------- | -------------- | -------------- |
|                |                | (1:1,2:1,2:0)  |                |                |

| 25. marec 1986 | Francija | 5–6 | Jugoslavija | Eindhoven |

| Poročilo tekme | Poročilo tekme | Poročilo tekme | Poročilo tekme | Poročilo tekme |
| -------------- | -------------- | -------------- | -------------- | -------------- |
|                |                | (2:1,2:4,1:1)  |                |                |

| 26. marec 1986 | Italija | 1–4 | Jugoslavija | Eindhoven |

| Poročilo tekme | Poročilo tekme | Poročilo tekme | Poročilo tekme | Poročilo tekme |
| -------------- | -------------- | -------------- | -------------- | -------------- |
|                |                | (0:1,0:2,1:1)  |                |                |

| 28. marec 1986 | Švica | 4–2 | Jugoslavija | Eindhoven |

| Poročilo tekme | Poročilo tekme | Poročilo tekme | Poročilo tekme | Poročilo tekme |
| -------------- | -------------- | -------------- | -------------- | -------------- |
|                |                | (2:0,1:0,1:2)  |                |                |

| 29. marec 1986 | Japonska | 0–5 | Jugoslavija | Eindhoven |

| Poročilo tekme | Poročilo tekme | Poročilo tekme | Poročilo tekme | Poročilo tekme |
| -------------- | -------------- | -------------- | -------------- | -------------- |
|                |                | (0:1,0:2,0:2)  |                |                |